# 普雷图河畔福莫萨
普雷图河畔福莫萨是巴西巴伊亚州的一个市镇。总面积16185.171平方公里，总人口20463人，人口密度1.3人/平方公里。